# Dasypogon lanata
Dasypogon lanata là một loài ruồi trong họ Asilidae. Dasypogon lanata được Doleschall miêu tả năm 1857.